# Wielokomórka

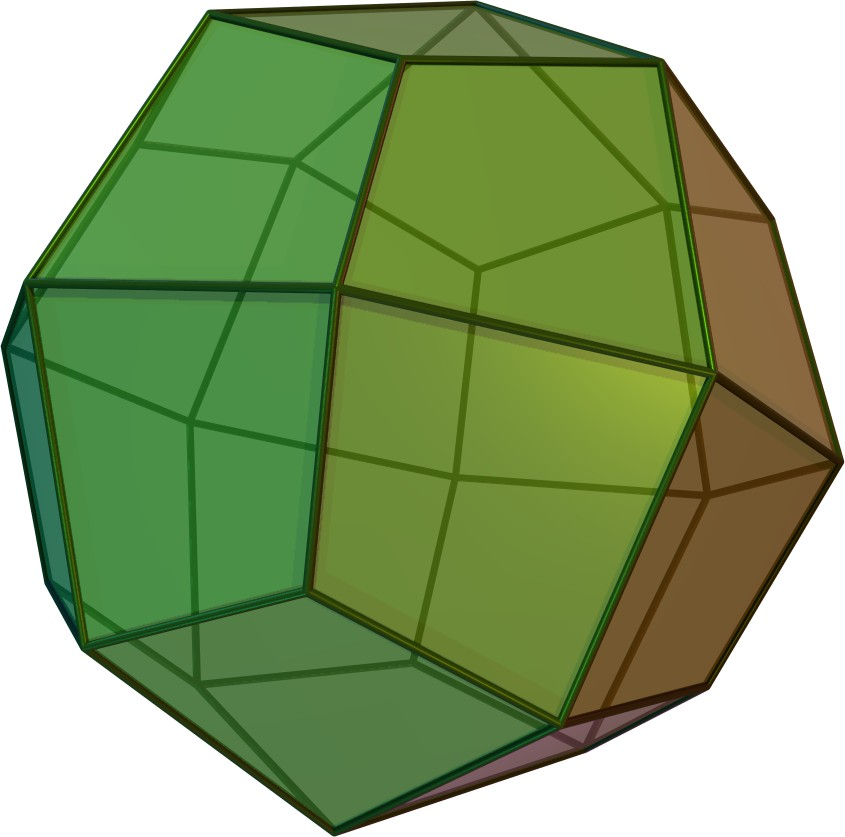
Wielokomórka wymiaru trzeciego (wielościan)

Wielokomórka (politop) – uogólnienie na dowolną liczbę wymiarów pojęcia wielokąta w 2 i wielościanu w 3 wymiarach.
Politopy definiuje się jako zbiory o jednospójnym wnętrzu, będące sumą jednego lub większej liczby sympleksów.
Niemiecka wersja tego terminu – Polytop – została wprowadzona do angielszczyzny przez Alicję Boole Stott, córkę logika George’a Boole’a.